# Lost in Blue
 (janvier 2022).
Lost in Blue est un jeu vidéo d'aventure développé et édité par Konami, sorti sur Nintendo DS en 2005. Il fait suite à la série Survival Kids (en) sortie sur Game Boy Color.
Le joueur est plongé dans un périple qui mélange survie, aventure et mystère. Il incarne successivement un garçon, Keith, puis une fille, Skye.

## Histoire

### Partie du garçon (Keith)
Les joueurs jouent le rôle d'un jeune homme nommé Keith, qui survit à un naufrage et s'échoue sur une île. 
Durant les premiers jours, il devra apprendre les rudiments de la survie en milieu hostile. Une fois les premiers réflexes acquis, il devra également renforcer son intellect afin de survivre. Rapidement, une jeune fille apparaît, Skye, également naufragée, est retrouvée inconsciente par Keith sur la plage. Comme elle a perdu ses lunettes, le joueur doit la guider par la main durant l'exploration de l'île. 
Les deux héros doivent s'entraider pour apprendre à survivre en fabriquant des armes de base, en chassant, en pêchant et en explorant pour résoudre les mystères cachés de l'île.
En plus de l'histoire principale, le jeu propose également un album répertoriant tous les objets collectés. Trouver ces objets est un objectif secondaire que les joueurs peuvent poursuivre afin de prolonger la durée de vie du jeu. De nombreuses espèces de poissons, d'animaux ou de plantes se trouvent sur l'île et ont donc leur entrée dans l'album. Certains animaux nécessitent un piège pour être capturés, d'autres sont chassés avec de simples flèches, et certains peuvent être apprivoisés par le joueur.

### Partie de la fille (Skye)
La jeune fille, Skye, est jouable après avoir terminé l'histoire de la partie du garçon. 
Elle a survécu à un naufrage et s'échoue sur une île à bord d'un canot pneumatique. Elle va égarer ses lunettes de vue et c'est à ce moment-là que Keith la trouve à côté de son bateau. 
Durant toute l'histoire, elle reste dans la grotte et ses environs puisqu'elle est incapable de grimper sans aide. Elle peut chercher du bois ou des fruits de mer, fabriquer des cordes et d'autres objets. Elle fait également la récolte des épices. Le personnage peut aussi préparer des paniers-repas.
Au fil du jeu, le second personnage, Keith, ramènera de la nourriture, et lui apprendra à fabriquer des armes et des meubles.

## Système de jeu
Lost in Blue utilise les particularités de la Nintendo DS : l'écran tactile pour fouiller dans le sable ou piquer les poissons et souffler sur le micro pour faire du feu.
Au début du jeu, le joueur contrôle Keith qui doit pêcher, chasser et ramasser des aliments pour sa survie et celle de la fille, et parallèlement créer des objets et explorer l'île pour faire avancer l'histoire du jeu.
Il y a plusieurs énigmes au fil de l'aventure dont certaines nécessitent la participation des deux personnages.
Le joueur doit faire attention à la jauge de faim, de soif et d'énergie des personnages, qui risquent de faire dépérir les héros si elles ne sont pas régulièrement remplies (mécanique similaire au jeu Les Sims).
Le jeu propose cinq fins différentes en fonction de l'entente entre Skye et Keith, ce qui donne accès à différentes images animées.
Plusieurs types de rapport peuvent exister entre les deux personnages : ils peuvent être amoureux, être amis ou ne pas s'apprécier du tout. Pour le savoir, le joueur peut écouter le fond sonore dans la grotte quand il contrôle Keith ou Skye : il peut être soit très joyeux (amour), normal (amitié) ou plutôt hostile (la fille et le garçon ne s'entendent pas du tout).
Les expressions des deux protagonistes changent selon le niveau de relation. Celle-ci dépendra des actions entreprises par le joueur.